# (4482) Frèrebasile
(4482) Frèrebasile ist ein Hauptgürtelasteroid, der am 1. September 1986 von Alain Maury vom Palomar-Observatorium aus entdeckt wurde.
Der Asteroid wurde nach Nicolas Dupont (im religiösen Leben Frère Basile) einem Professor für Mathematik benannt.